# Vlad Nistor (sportiv)
Vlad Alexandru Nistor (n. 26 martie 1994, Gura Humorului, județul Suceava) este un jucător de rugby în XV profesionist român. Evoluează ca linia a III-a. Fratele său cel mai mare, Andrei, este și el un rugbist, care joacă pentru CS Universitatea Cluj.

## Carieră
S-a născut într-o familie cu tradiția de rugby. Tatăl său, Florin Nistor, este un antrenor recunoscut de copii și juniori și fratele său cel mare, Andrei, juca deja rugby. 
S-a format la CSȘ Gura Humorului, unde a fost pregătit de tatăl său, apoi a jucat pentru CSM Știința Baia Mare. În vara anului 2012 s-a alăturat echipei de juniori (U19) din clubul francez de Top 14 Castres Olympique, unde evoluează și „Stejarul” Mihai Lazăr. În timp scurt a fost transferat la echipa de tineret (U23).
După ce a fost căpitanul echipelor naționale ale României de juniori U17, U18 și U19, și-a făcut debutul în tricoul Stejarilor într-o partidă de Cupa Europeană a Națiunilor cu Rusiei în iunie 2013. A fost titular pentru prima dată în meciul de calificare la Cupa Mondială din 2015 împotriva Belgiei în martie 2014. În septembrie 2015 a fost chemat la turneul final de Cupa Mondială pentru a-l înlocui pe Ovidiu Tonița, accidentat la mână. Până în octombrie 2015, a strâns 14 selecții cu naționala.

## Legături externe
- Statistice internaționale pe ESPN Scrum